# Dagda (Lettland)
Dagda ist eine Kleinstadt im Osten Lettlands.

## Geschichte
Der Ort Dagda entstand im 17. Jahrhundert um ein Landgut am gleichnamigen Dagda-See. 1992 erhielt Dagda die Stadtrechte.
Im Ort lebten der Philosoph Nikolai Onufrijewitsch Losski (1870–1965) und der Publizist Kasimir Andrejewitsch Buinizki (1788–1878).
2009 schlossen sich zehn umliegende Gemeinden mit der Stadt zum Bezirk Dagda (Dagdas novads) zusammen. Im Jahr 2010 lebten dort 9331 Einwohner. 2021 ging der Bezirk Dadga im neuen Bezirk Krāslava auf.

## Bauwerke

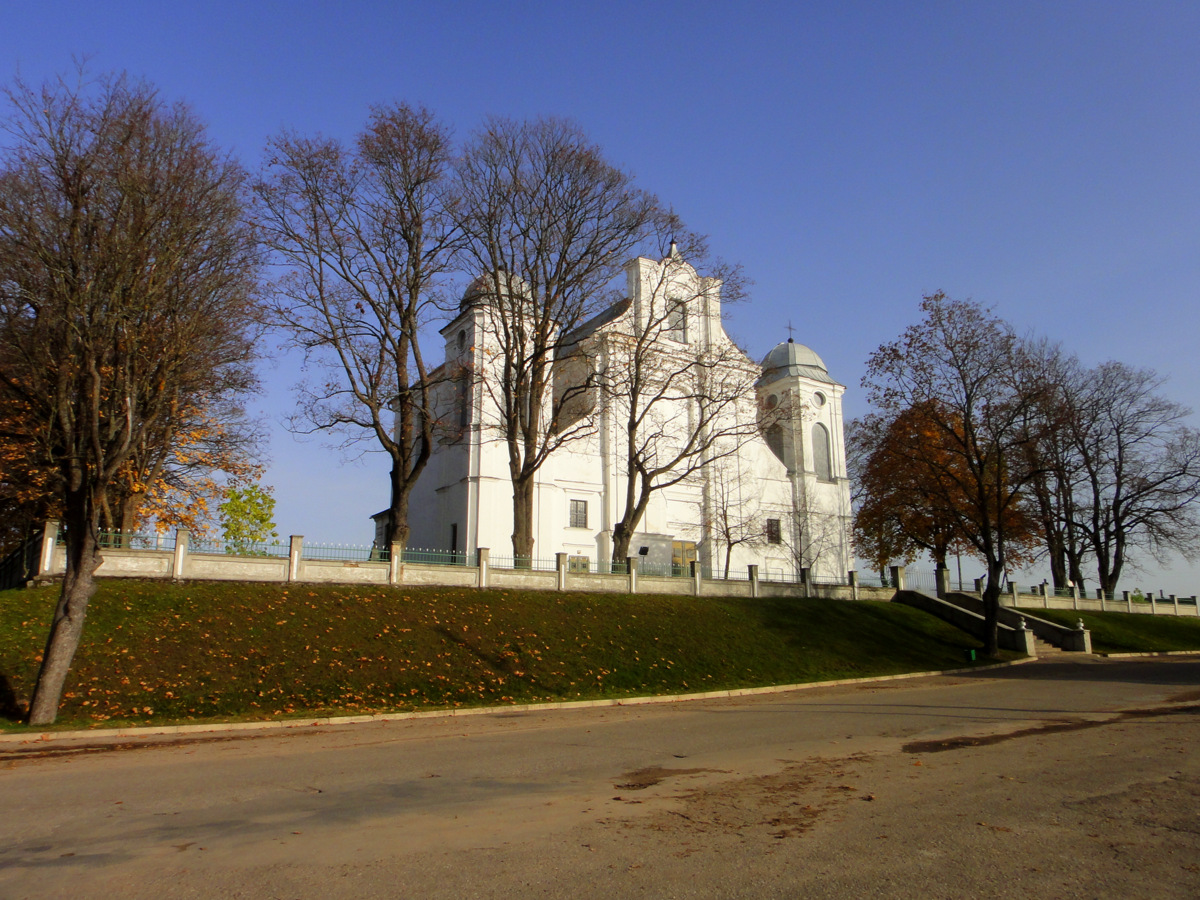
Römisch-katholische Kirche der Heiligen Dreifaltigkeit in Dagda, erbaut 1741
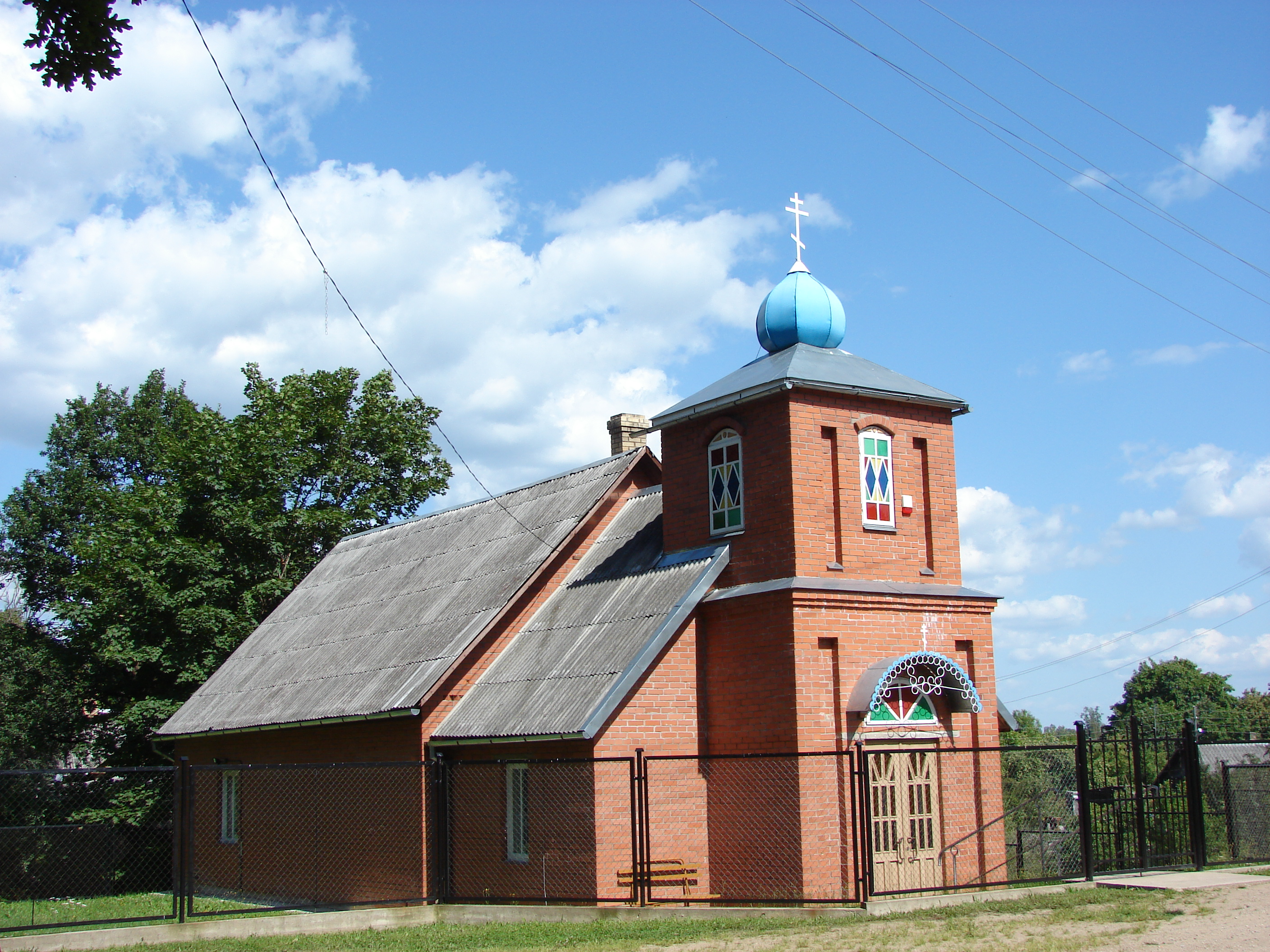
Kirche der Altgläubigen
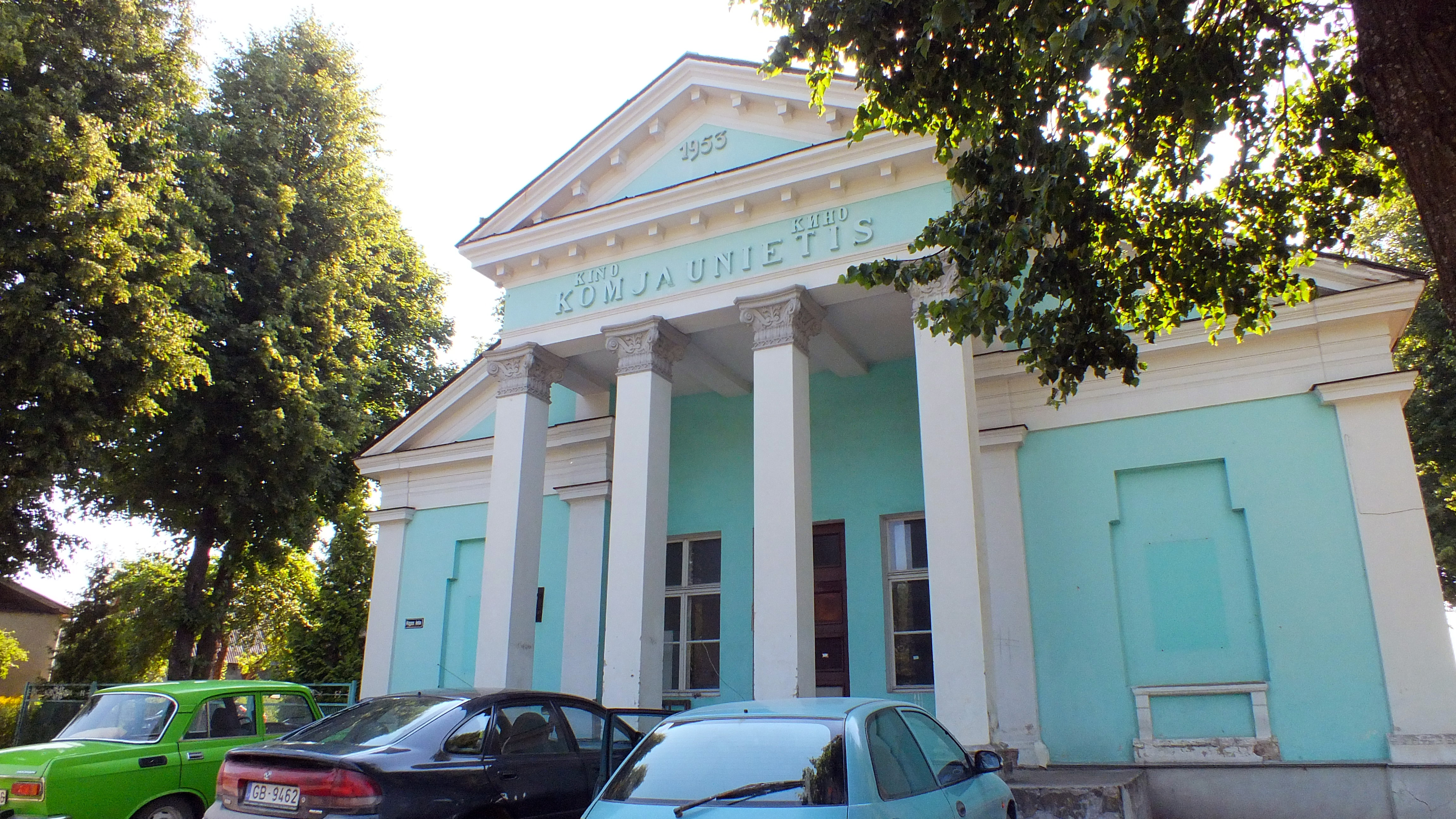
Kino Komjaunietis, erbaut 1953 im Stil des Sozialistischen Klassizismus